# وضعة يماني (الحيمة الداخلية)

تعديل مصدري - تعديل

وضعة يماني هي إحدى قرى عزلة بلاد القبائل بمديرية الحيمة الداخلية التابعة لمحافظة صنعاء، بلغ تعداد سكانها 25 نسمة حسب تعداد اليمن لعام 2004.